# Breaking Bad
Breaking Bad – amerykański serial telewizyjny z gatunku dramatu kryminalnego stworzony przez Vince’a Gilligana i kręcony w Albuquerque w Nowym Meksyku. Breaking Bad opowiada o dwóch latach z życia Waltera White’a (Bryan Cranston), niedocenianego nauczyciela szkoły średniej, u którego zostaje zdiagnozowany nieoperacyjny rak płuc. Schodzi on na przestępczą drogę, zaczyna produkować i sprzedawać metamfetaminę, aby zapewnić rodzinie byt materialny, kiedy on umrze. Współpracuje ze swoim byłym uczniem, Jessem Pinkmanem (Aaron Paul). Serial został określony przez twórcę jako współczesny western.
Serial miał swoją premierę 20 stycznia 2008 w Stanach Zjednoczonych oraz Kanadzie w stacji kablowej AMC. Finał został wyemitowany 29 września 2013.
Breaking Bad zdobył łącznie 16 nagród Emmy, w tym 4 dla Bryana Cranstona jako najlepszego aktora. Cranston był również czterokrotnie nominowany do Złotego Globu, wygrywając za czwartym razem. Serial zdobył też szereg innych nagród, m.in. 12 nagród Saturn i 8 Satelitów.
Serial Breaking Bad zdobył powszechne uznanie krytyków i jest uważany za jeden z najlepszych seriali telewizyjnych wszech czasów. W 2013 roku został umieszczony na 13. miejscu w rankingu 101 najlepiej napisanych seriali telewizyjnych wszech czasów przez Amerykańską Gildię Scenarzystów. Ostatni sezon zdobył jedną z największych oglądalności w historii telewizji kablowych.
Od lutego 2015 roku nadawany był spin off serialu zatytułowany Zadzwoń do Saula, opowiadający o losach Saula Goodmana i Mike’a Ehrmantrauta. Jego finałowy odcinek pojawił się 15 sierpnia 2022.
W październiku 2019 miał premierę film El Camino: Film Breaking Bad, stanowiący epilog serialu, poświęcony losom Jessego Pinkmana.

## Fabuła
Akcja rozgrywa się w Albuquerque w stanie Nowy Meksyk. Opowiada historię Waltera White’a, nauczyciela chemii, który pewnego dnia dowiaduje się, że ma nieoperacyjnego raka płuc. Jego rodzina boryka się z ciągłymi problemami finansowymi. Wraz z jego żoną – Skyler, wychowują cierpiącego na porażenie mózgowe syna oraz spodziewają się nieplanowanego dziecka. Walt postanawia zdobyć pieniądze, które pozwolą na utrzymanie rodziny po jego odejściu. Bieg wydarzeń sprawia, że główny bohater wraz ze swoim byłym uczniem Jessem Pinkmanem zaczynają produkować wyjątkowo czystą metamfetaminę. Proceder wymaga zaangażowania osób trzecich, co staje się źródłem kolejnych niespodziewanych problemów.

### 1. sezon
Walter White pracujący jako nauczyciel chemii w liceum oraz jako kasjer w myjni, traci przytomność w pracy w dniu swoich 50. urodzin. Po przewiezieniu do szpitala zostaje zdiagnozowany u niego nieoperacyjny rak płuc o bardzo złym rokowaniu. White w ramach „prezentu urodzinowego” zostaje zabrany na akcję przez swojego szwagra – Hanka Schradera, agenta DEA. Uświadomiwszy sobie ile pieniędzy zarabiają producenci narkotyków, i że jego były uczeń, Jesse Pinkman, para się tym zajęciem, decyduje się wejść w biznes narkotykowy jako wytwórca metamfetaminy. Jesse i Walt zostają wspólnikami.
Po rozpoczęciu produkcji w samochodzie typu kamper, White i Pinkman popadają w konflikt z lokalnymi dystrybutorami narkotyków – Krazy-8 („Szalona Ósemka”) i Emiliem. Po ich wyeliminowaniu White i Pinkman zaczynają produkcję dla Tuco Salamanki. Salamanca jest niepoczytalny, ale regularnie odbiera od Walta i Jessego ich narkotyki i płaci gotówką. White przedstawia się Tuco jako Heisenberg – pod tym pseudonimem staje się sławny w przestępczym światku. Wywiera również wrażenie na latynoskim dilerze, zaczynając swą znajomość od wyrównania z nim porachunków za pobicie Jessego – używa piorunianu rtęci, materiału wybuchowego, aby zaszantażować Tuco.

### 2. sezon
Jesse i Walt zostają świadkami brutalnego, śmiertelnego pobicia, jakiego dokonuje Tuco. Jest to źródłem ich obawy o to, że mężczyzna będzie chciał zlikwidować ich jako jedynych świadków morderstwa. Planują ubiec psychopatycznego przestępcę i zabić go – zastrzelić lub otruć – w tym celu Walt przygotowuje dawkę śmiertelnej trucizny – rycyny. Ostatecznie Walt i Jesse zostają porwani przez Tuco, który planuje wywieźć ich do Meksyku. W domu niepełnosprawnego wujka Tuco, Hectora Salamanki, czekają oni na kuzynów dilera, którzy mają przetransportować ich na drugą stronę granicy. Próbują otruć Tuco, jednak jego wuj, w pełni świadomy, ale niebędący w stanie mówić, jest tego świadkiem. Daje do zrozumienia Tuco, że Jesse i Walt spiskują przeciwko niemu. Ostatecznie, kiedy Tuco decyduje się zabić Pinkmana i do Meksyku wysłać tylko Walta, wspólnikom udaje się zranić Tuco. Niespodziewanie na miejsce przybywa Hank poszukujący Jessego w związku z zaginięciem Waltera o które podejrzewa go agent. Zabija on Tuco, a Walt i Jesse  uciekają.
Po śmierci Tuco, Pinkman organizuje własną sieć dystrybucji, co doprowadza do śmierci Combo (przyjaciela Jessego, który na zlecenie Walta handluje towarem na obcym terenie), oraz do aresztowania Badgera. Aby uwolnić Badgera, Walt i Jesse zatrudniają prawnika – Saula Goodmana, który staje się ich cichym wspólnikiem w brudnych interesach. Goodman kontaktuje Walta z Gusem Fringiem – międzystanowym handlarzem narkotykami, który pod egidą sieci fast food prowadzi wielką hurtownię narkotykową. Jesse wynajmuje dom u Jane, która z czasem staje się jego kochanką. Kobieta poznając prawdę o Walcie i Jessem, szantażuje chemika, w związku z konfliktami wspólników na tle finansowym. Jane umiera w wyniku przedawkowania narkotyków na oczach Walta, który decyduje się nie udzielać jej pomocy. Po jej śmierci, pogrążony w żałobie ojciec Jane doprowadza do katastrofy lotniczej, której odłamki pokrywają całe Albuquerque, w tym także posiadłość Walta.

### 3. sezon
Społeczność jest wstrząśnięta wypadkiem lotniczym. Skyler postanawia odejść od Walta i kontaktuje się z prawnikiem. Walt wyjawia żonie, czym tak naprawdę się zajmuje. Jesse wstrząśnięty śmiercią swojej partnerki udaje się na odwyk. Gus oferuje Waltowi 3 mln dolarów w zamian za 3 miesiące pracy w jego prywatnym laboratorium, usytuowanym pod pralnią, której Fring jest właścicielem. Walt na początku odmawia, jednak w końcu daje się namówić i rozpoczyna pracę, na początku współpracując z bardzo bystrym chemikiem o imieniu Gale, a następnie z Pinkmanem. Jak się okazuje, Gale był przygotowywany przez Fringa do samodzielnej produkcji metamfetaminy.
Meksykański kartel pragnie śmierci Walta w związku z jego udziałem w zabójstwie Tuco. Gus wyjawia mordercom z kartelu – kuzynom Tuco, iż został on zabity przez Hanka Schradera – co ściąga na agenta DEA wyrok śmierci. Hank przeżywa atak i zabija morderców, jednak jego stan zdrowia jest fatalny. Skyler i Walt oferują pieniądze na leczenie szwagra, okłamując jego żonę mówiąc, że Walt zdobył pieniądze nałogowo grając w hazard.
Jesse dowiaduje się od swojej nowej dziewczyny – Andrei, kto zabił Combo i postanawia samemu wymierzyć sprawiedliwość dwóm latynoskim dilerom narkotykowym. Mężczyźni są jednak pracownikami Gusa, co doprowadza do konfliktu w biznesie. Ostatecznie za – źle zinterpretowaną – namową Mike’a, człowieka Gusa od „brudnej roboty”, Walt decyduje się zabić dilerów zanim ci zabiją Jessego. Ratuje on wspólnika przed rychłą śmiercią z ich rąk, ściągając gniew Gusa na siebie i Jessego. Aby uratować życie swoje i Walta, Jesse zabija Gale'a, co zmusza Gusa do kontynuowania współpracy z nimi, bowiem pozostają oni jedynymi dostępnymi dla niego „kucharzami”.

### 4. sezon
Walt i Jesse dalej pracują w laboratorium Gusa – są jednak pewni, że mężczyzna prędzej czy później zdecyduje się ich zabić w akcie zemsty. Fring na oczach wspólników krwawo morduje prawą rękę Mike’a, Victora (który nieopatrznie pojawił się na miejscu zbrodni dokonanej przez Jessego na Gale’u), okazując swe mordercze, niemal psychopatyczne skłonności. Daje on tym samym „kucharzom” do zrozumienia, że jest zdolny do wszystkiego w przypadku nieposłuszeństwa. Z czasem jednak, kiedy Walt i Pinkman kontynuują gotowanie, Gus postanawia przekonać Jessego do siebie i uczynić go jedynym kucharzem metamfetaminy, w celu wyeliminowania z biznesu niebezpiecznego czynnika, jaki stanowi Walt. Hank pracuje nad sprawą śmierci Gale'a. Walt celowo sprowadza szwagra na zły trop. Jesse bierze udział w akcji w Meksyku, w wyniku której Gus zabija wszystkich członków kartelu, z którymi miał zatargi również w przeszłości (na jego oczach Hector Salamanca, wujek Tuco, zamordował jego najbliższego wspólnika – Maxa). Tym samym narkotykowe imperium Fringa zostaje jedynym liczącym się graczem na rynku południowych Stanów. Ostatecznie Jesse przystaje na współpracę z Fringiem, a Walt, bojąc się o swoje życie, stara się odciągnąć dawnego wspólnika od tego pomysłu. Gus zdając sobie sprawę z tego, jakie niebezpieczeństwo dla jego biznesu tworzy Walt, a tym samym jego szwagier Hank, grozi Waltowi śmiercią całej jego rodziny, jeśli „kucharz” nie usunie się w cień. Walt interpretuje to jako wyrok śmierci na niego i jego rodzinę. Pozorując otrucie syna dziewczyny Pinkmana, Andrei (rzekomo z woli Fringa), podstępem namawia Jessego by ten wziął udział w ataku na Gustavo. Ostatecznie Fring ginie od bomby, którą podkłada Walt, a wysadza ostatni żyjący członek klanu Salamanca – Hector.

### 5. sezon
Po śmierci Gusa, Walt pragnie dalej gotować metamfetaminę. W tym celu wspólnie z Jessem i Mikiem (byłym współpracownikiem Gusa) organizują spółkę z firmą, która prowadzi deratyzacje w prywatnych domach. Walt i Jesse urządzają przenośne laboratorium w każdym kolejnym domu, który jest odrobaczany, a towar sprzedają Lydii Rodarte-Quayle – międzynarodowej handlarce narkotykami, która rozprowadza niebieską metamfetaminę w USA oraz w Czechach. Podczas kradzieży metyloaminy – Todd – nowy wspólnik Walta, zabija chłopca – świadka kradzieży. Wydarzenie to doprowadza Jessego do decyzji o opuszczeniu interesu. Podobnie czyni Mike, który jest śledzony przez DEA. Walt decyduje się na zabicie 9 pracowników Gusa, siedzących w więzieniach, a mogących zeznawać przeciwko Waltowi. Najpierw jednak zabija Mike’a – następnie kontynuuje gotowanie z Toddem – zarabiają 80 mln dolarów. Skyler oświadcza, iż nie jest w stanie wyprać takiej kwoty, wobec czego Walt decyduje się opuścić biznes. Będąc pewnym swojej bezkarności zostawia w toalecie książkę z dedykacją od Gale'a – którą przez przypadek znajduje Hank. Schrader bierze wolne w pracy i samodzielnie kojarzy fakty, utwierdzając się w przekonaniu, iż Walt jest Heisenbergiem. Walt i Skyler szantażują Hanka, co powoduje, iż agent DEA postanawia zawiązać współpracę z Jessem, ten godzi się na współpracę po tym jak dowiedział się, że Walt podtruł syna jego eksdziewczyny. Ponadto Jesse jest jedyną osobą, która może i chce zeznawać przeciwko Waltowi. Hank wciąga w sprawę swojego partnera i najlepszego przyjaciela – Gomeza. Walt zostaje przechytrzony i ściągnięty na pustynię, na której zakopał swoje pieniądze, nie wiedząc, że jest śledzony także przez Hanka – ściąga na pustynię wujka Todda – Jacka Welkera, którego neonazistowski gang dostał wcześniej od Walta zlecenie zlikwidowania Pinkmana. Po strzelaninie, w trakcie której ginie Gomez, Welker – wbrew woli Walta – zabija Hanka, zabiera Jessego celem przesłuchania oraz zabiera Waltowi beczki z pieniędzmi, zostawiając mu jedną, zawierającą około 11 mln dolarów. Walt zostaje zdemaskowany – przy pomocy osoby zajmującej się zmianą tożsamości zostaje zakwaterowany w odludnej chatce na terenie rezerwatu w górach w stanie New Hampshire, gdzie ukrywa się przez kilka miesięcy walcząc z nowotworem. Czując zbliżającą się śmierć, postanawia powrócić do Albuquerque aby uporządkować swoje sprawy. Udaje mu się zamordować Jacka Welkera i jego ekipę oraz uwolnić Jessego po wcześniejszym zabezpieczeniu finansowym swej rodziny, jednak w wyniku odniesionych obrażeń podczas strzelaniny, śmiertelnie ranny Walter osuwa się na ziemię i umiera w laboratorium.

## Postacie

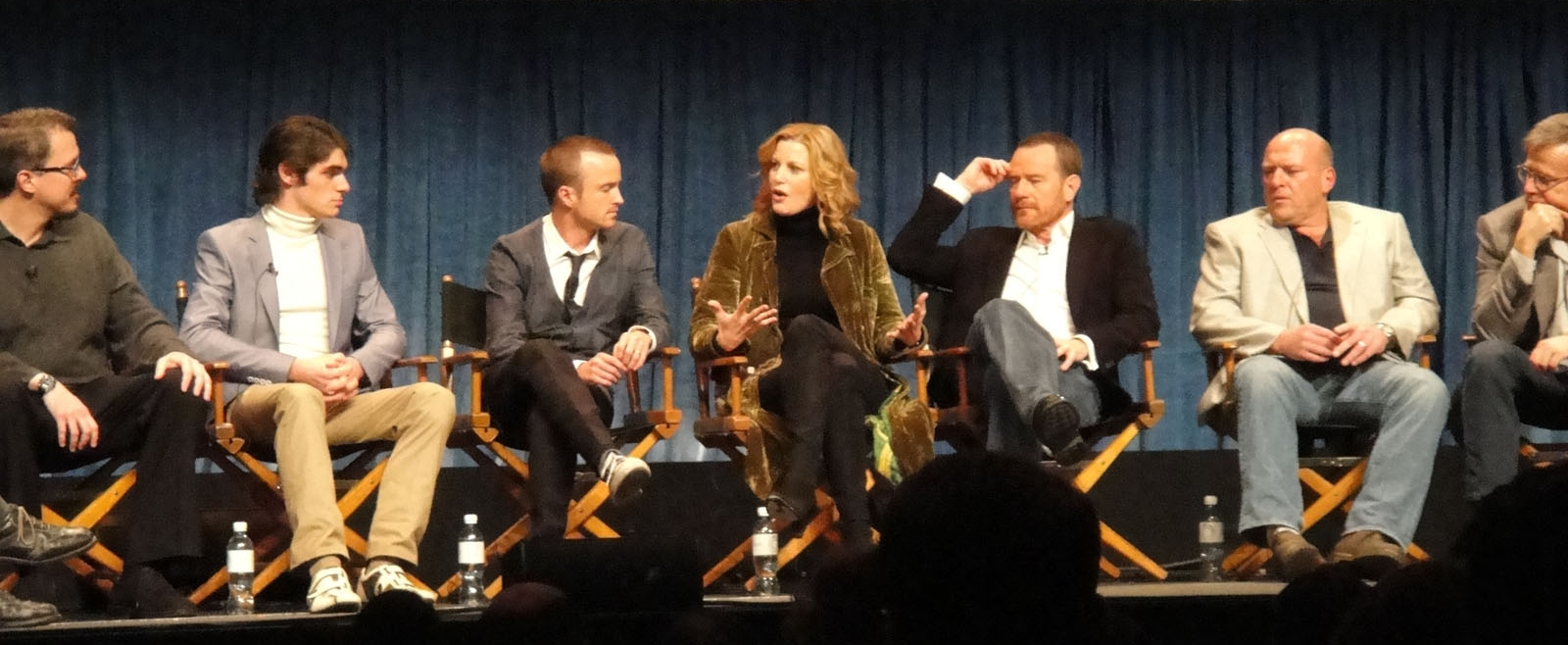
Od lewej: Vince Gilligan, RJ Mitte, Aaron Paul, Anna Gunn, Bryan Cranston i Dean Norris

### Główne
- Walter White (Bryan Cranston) – nauczyciel chemii w liceum. Po zdiagnozowaniu u niego nieoperacyjnego raka płuc postanawia zająć się produkcją metamfetaminy, aby zostawić po sobie pieniądze dla rodziny. Jego podstawowe założenia i zasady moralne są korygowane przez rzeczywistość, która z czasem zmienia Walta w mordercę. W kolejnych sezonach, wraz z Jessem Pinkmanem musi stawiać czoła coraz to groźniejszym i bardziej bezwzględnym grupom przestępczym, co w konsekwencji prowadzi do dramatycznego i niezwykle emocjonującego finału. Zgodnie z tytułem serialu, Walt z upływem czasu zmienia się z zahukanego i spokojnego nauczyciela w bezwzględnego i bezlitosnego przeciwnika najbrutalniejszych przestępców z USA i meksykańskich karteli. Nawet jeśli początkowo w swej naiwności sądził, że uda mu się funkcjonować w tym biznesie bez rozlewu krwi, to każda konfrontacja z potencjalnymi kontrahentami bądź konkurentami zmusza go do działań wyjątkowo niemoralnych, a dzięki wybitnej inteligencji udaje mu się zawsze wyjść cało z najgorszych opresji. Dodatkowo działalność przestępcza zaczyna mu się podobać, przez co pomimo wielu okazji do opuszczenia biznesu na korzystnych warunkach, nie wykorzystuje ich. Jego stosunek do Jessego Pinkmana jest niemalże ojcowski - Walt co najmniej 3 razy ratuje życie swemu młodemu partnerowi, który odwdzięcza mu się tym samym w godzinie próby. Pomimo tego, dość często dochodzi między nimi do rękoczynów, głównie z powodu porywczego charakteru Jessego.
- Skyler White (Anna Gunn) – księgowa i żona Walta. Przez pierwsze 2 sezony jest nieustannie okłamywana przez męża na temat jego działalności. Gdy dowiaduje się prawdy, z początku chce się rozwieść z mężem, ale ostatecznie zostaje jego wspólniczką i pomaga mu w praniu brudnych pieniędzy – zarządzając myjnią samochodową.
- Jesse Pinkman (Aaron Paul) – były uczeń Walta i jego wspólnik. Razem z Waltem produkuje metamfetaminę, jednak jest o wiele bardziej wrażliwy od swojego partnera. Nadużywa narkotyków i ma wyrzuty sumienia związane ze swoją działalnością. W 5. sezonie serialu podejmuje współpracę z Hankiem, po to by doprowadzić do skazania Walta. W wyniku zdrady Walta i śmierci Hanka, Jesse dostaje się do niewoli, w której jest wykorzystywany do produkcji metamfetaminy przez Jacka Welkera. O dalszych losach Pinkmana opowiada El Camino: Film Breaking Bad.
- Hank Schrader (Dean Norris) – szwagier Walta i agent DEA. Hank darzy White’a zaufaniem i nie dorównuje mu sprytem, przez co Waltowi udaje się prowadzić nielegalną działalność pod jego nosem. W 3 sezonie zostaje zaatakowany przez członków klanu Salamanca, w wyniku odniesionych ran przez długi czas porusza się o kulach. W 5 sezonie przypadkowo dowiaduje się prawdy o Walcie, wskutek czego poprzysięga sobie pociągnąć szwagra do odpowiedzialności za jego działalność.
- Marie Schrader (Betsy Brandt) – żona Hanka i siostra Skyler. Cierpi na kleptomanię, na co dzień pracuje jako elektroradiolog. Marie opiekuje się Hankiem podczas jego długiej rekonwalescencji, a następnie (w piątym sezonie) pomaga mu w zdobyciu dowodów obciążających Walta.
- Walter White Jr. (RJ Mitte) – zwany Flynnem - syn Walta i Skyler, cierpiący na mózgowe porażenie dziecięce i poruszający się o kulach. Gdy dowiedział się o prawdziwym zajęciu ojca zrywa z nim kontakt.
- Saul Goodman (Bob Odenkirk) – adwokat Walta, Jessego i Skyler oraz cichy wspólnik w ich interesach. Goodman zajmuje się ochroną prawną interesów Walta, przechowywaniem jego pieniędzy oraz sprzątaniem po jego kryminalnych dokonaniach. Jeden z głównych bohaterów serialu Vince Gilligana Zadzwoń do Saula.
- Gustavo „Gus” Fring (Giancarlo Esposito) – producent metamfetaminy i pracodawca Walta. Prowadzi legalnie działającą sieć fast-food, która jest przykrywką dla biznesu narkotykowego. Gus jest z pozoru miłym i serdecznym człowiekiem o nienagannych manierach, jednak pod tą maską skrywa twarz zabójcy i sadysty. Gus przedstawiony jest jako typowy geniusz zła – jego plan na prowadzenie imperium narkotykowego jest perfekcyjny i potencjalnie bez zarzutu. Dopiero konfrontacja z geniuszem Walta doprowadza go do katastrofy.
- Mike Ehrmantraut (Jonathan Banks) – pracownik Gusa, który pracuje dla niego jako zabójca i czyściciel. Wykonuje również prace dla Saula Goodmana. Mike w przeszłości był policjantem. Nielegalnie zarobione pieniądze chciał zainwestować w przyszłość swojej wnuczki. Jeden z głównych bohaterów serialu Vince Gilligana Zadzwoń do Saula.
- Lydia Rodarte-Quayle (Laura Fraser) – międzynarodowa handlarka narkotykami. Po śmierci Gusa przejmuje jego biznes i nawiązuje współpracę – najpierw z Waltem a później z Toddem. Eliminację ludzi uważa za nieodłączną część biznesu, jednak sama boi się śmierci i krwi, przez co zleca brudną robotę swoim podwładnym (w przeciwieństwie do Gusa, który zwykł rozwiązywać takie sprawy osobiście). Umiera otruta przez Walta.
- Todd Alquist (Jesse Plemons) – wspólnik Walta i Jessego w piątej serii serialu. Todd jest psychopatą bez skrupułów, zabija niewinne dziecko, będące świadkiem kradzieży metyloaminy, później zaś morduje na oczach Pinkmana jego eksdziewczynę Andreę. Ginie uduszony przez Jessego w ostatnim odcinku serialu.

### Pozostałe

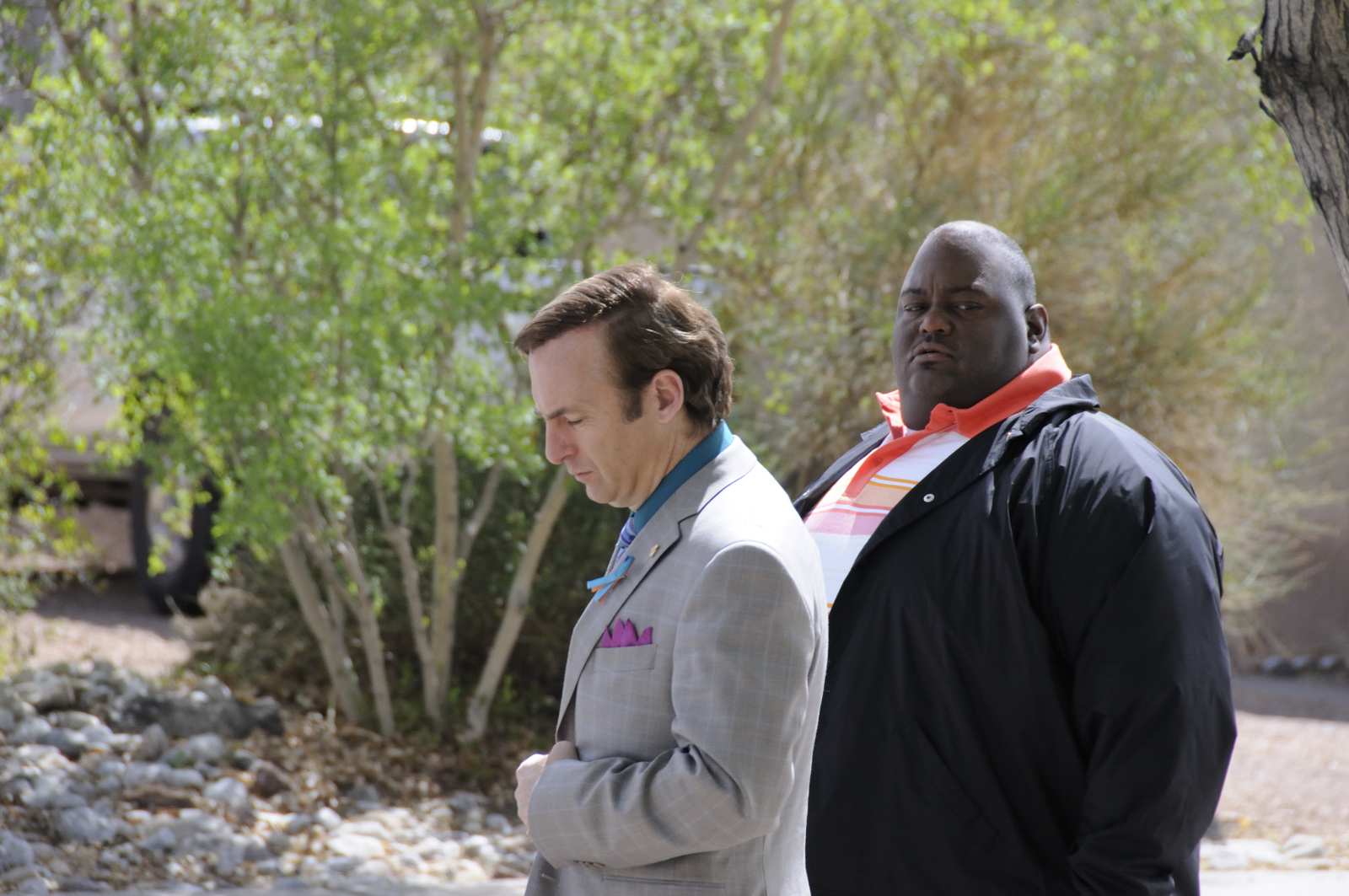
Bob Odenkirk i Lavell Crawford, odtwórcy ról Saula Goodmana i Huella

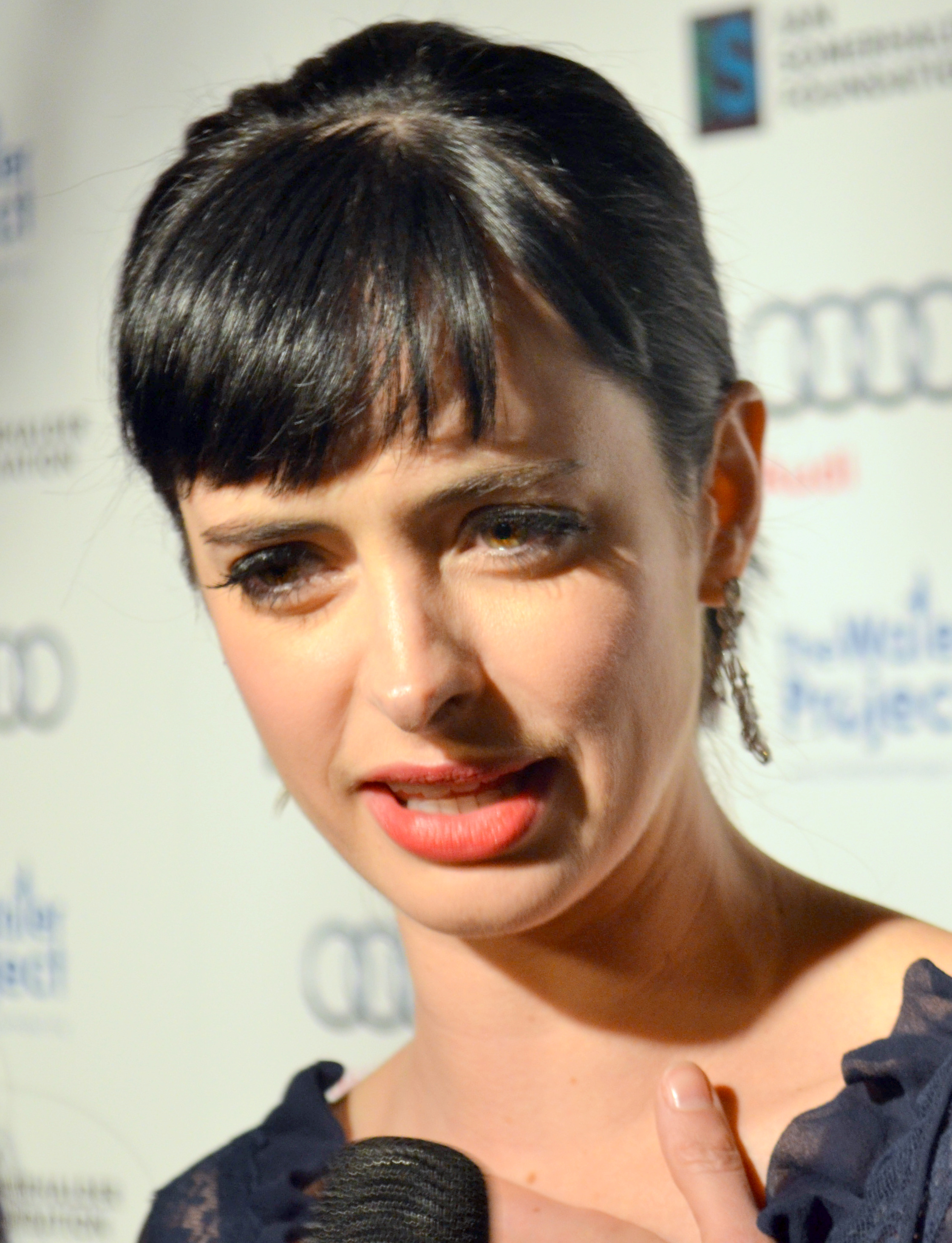
Krysten Ritter, odtwórczyni roli Jane Margolis

- Steve Gomez (Steven Michael Quezada) – partner Hanka z DEA i jego przyjaciel, który pomaga mu w ujęciu Heisenberga. Ginie na chwilę przed Hankiem podczas strzelaniny w rezerwacie Indian.
- Brandon „Badger” Mayhew (Matt L. Jones) – przyjaciel Jessego. Podobnie jak Jesse ma problemy z narkotykami, jest wykorzystywany przez Walta i Jessego do wykonywania podrzędnych zadań. Jego nieodłącznym atrybutem jest uszata czapka.
- Skinny Pete (Charles Baker) – przyjaciel Jessego. W serialu pojawia się niemalże zawsze w duecie z Badgerem, z którym łączy wspólne zainteresowania i zamiłowanie do narkotyków. W każdej ze scen pojawia się w charakterystycznej zimowej czapce (niezależnie od okoliczności i temperatury).
- Huell Babineaux (Lavell Crawford) – ochroniarz Saula.
- Patrick Kuby (Bill Burr) – pracownik Saula, który jest przez niego wykorzystywany do drobnych przestępstw.
- Ted Beneke (Christopher Cousins) – pracodawca Skyler i jej okazjonalny kochanek.
- Gale Boetticher (David Costabile) – uzdolniony chemik i pracownik Gusa który przez pewien czas współpracuje z Waltem. Jest spokojniejszy i bardziej uporządkowany niż Jesse, jednak jego współpraca z Waltem nie układa się najlepiej. Ginie z ręki Jessego w ostatnim odcinku 3 sezonu.
- Jane Margolis (Krysten Ritter) – dziewczyna Jessego, która wynajmuje mu mieszkanie, była narkomanka. Za sprawą Jessego powraca do nałogu i ginie na oczach Walta poprzez zadławienie się wymiocinami w narkotycznym śnie po tym, jak mężczyzna decyduje się nie udzielać jej pomocy.
- Andrea Cantillo (Emily Rios) – druga dziewczyna Jessego, również była narkomanka. Jesse na początku znajomości próbuje ją namówić do zażywania narkotyków, jednak kiedy orientuje się, iż Andrea ma syna – postanawia się nią zaopiekować. W przedostatnim odcinku ginie z ręki Todda.
- Gretchen i Elliot Schwartzowie (Jessica Hecht i Adam Godley) – byli wspólnicy Walta, z czasów gdy był on obiecującym chemikiem. Wspólnie prowadzą dochodową firmę o nazwie: „Gray Matter Technologies”.
- Hector „Tio” Salamanca (Mark Margolis) – nestor rodu Salamanca i były wpływowy członek kartelu z Juarez. Po wylewie krwi do mózgu porusza się na wózku i nie może mówić. Wujek Marco, Tuco i Leonela Salamanca. Po raz pierwszy występuje w 2 sezonie serialu. Ginie podczas samobójczego zamachu na Gustavo Fringa w ostatnim odcinku czwartego sezonu.
- Tuco Salamanca (Raymond Cruz) – psychopatyczny dealer narkotykowy i pierwszy zorganizowany odbiorca metamfetaminy od Walta i Jessego. Tuco jako jedyny z członków rodziny Salamanca pojawia się w pierwszym sezonie serialu. Ginie zastrzelony przez Hanka.
- Jack Welker (Michael Bowen) – wujek Todda, lider gangu neonazistowskiego. Na zlecenie Walta organizuje egzekucję 9 byłych pracowników Gusa, którzy mogą zeznać przeciwko Waltowi. W 14 odcinku zabija Hanka, okrada Walta i bierze Jessego do niewoli. Ginie z ręki Walta w ostatnim odcinku serialu.

## Odcinki
Pierwotnie planowano powstanie dziewięciu odcinków pierwszego sezonu, ale strajk scenarzystów zmusił producentów do zakończenia na siódmym odcinku. Drugi sezon oglądało aż o 21% więcej widzów niż poprzedni, co przyczyniło się do tego, że stacja AMC zdecydowała się na nakręcenie trzeciego sezonu. 14 sierpnia, 2011 roku, AMC ogłosiło, że Breaking Bad zostało przedłużone na sezon czwarty i ostatni, piąty, składający się z 16 odcinków w odróżnieniu od poprzednich serii.
| Sezon | Sezon      | Odcinki | Pierwsza emisja  | Pierwsza emisja     | Pierwsza emisja      | Pierwsza emisja  |
| Sezon | Sezon      | Odcinki | Premiera sezonu  | Finał sezonu        | Premiera sezonu      | Finał sezonu     |
| ----- | ---------- | ------- | ---------------- | ------------------- | -------------------- | ---------------- |
|       | 1          | 7       | 20 stycznia 2008 | 9 marca 2008        | 22 marca 2011        | 3 maja 2011      |
|       | 2          | 13      | 8 marca 2009     | 31 maja 2009        | 10 maja 2011         | 2 sierpnia 2011  |
|       | 3          | 13      | 21 marca 2010    | 13 czerwca 2010     | 9 sierpnia 2011      | 1 listopada 2011 |
|       | 4          | 13      | 17 lipca 2011    | 9 października 2011 | 7 lutego 2012        | 1 maja 2012      |
|       | 5 (cz. I)  | 8       | 15 lipca 2012    | 2 września 2012     | 11 grudnia 2012      | 5 lutego 2013    |
|       | 5 (cz. II) | 8       | 11 sierpnia 2013 | 29 września 2013    | 30 października 2013 | 18 grudnia 2013  |

## Nagrody i nominacje
Breaking Bad otrzymał pozytywne opinie krytyków, oprócz licznych nagród i nominacji, w tym sześć nagród Emmy. Główny odtwórca serialu Bryan Cranston otrzymywał nagrodę Emmy dla najlepszego aktora w serialu dramatycznym przez trzy lata z rzędu.